# Ottone III di Borgogna
Ottone III di Borgogna (1218 circa – 19 giugno 1248) fu conte di Borgogna dal 1234 alla sua morte, con il nome di Ottone III e fu l'ultimo duca d'Andechs e di Merania sempre dal 1234 alla sua morte, con il nome di Ottone II. Fu anche margravio d'Istria dal 1234 alla morte e margravio di Carniola dal 1234 alla morte come Ottone II.

## Origine
Secondo il documento n° 1738 delle Layettes du trésor des chartes : de l'année 1224 à l'année 1246, datato gennaio 1225/26, Ottone era l'unico figlio maschio del duca d'Andechs e di Merania e Conte consorte di Borgogna, Ottone I d'Andechs e di Merania e della prima moglie, la Contessa di Borgogna, Beatrice II, che era la figlia secondogenita (secondo il Monacho Novi Monasterii Hoiensis Interpolata era l'unica figlia) del Conte di Borgogna e, per  un breve periodo anche conte di Lussemburgo, Ottone I e della moglie (il matrimonio viene confermato dal Historiens occidentaux II, Historia Rerum in partibus transmarinis gestarum ("L'estoire de Eracles Empereur et la conqueste de la terre d'Outremer"), Continuator) Margherita di Blois (1170-1230), che, come si apprende dal documento n° XXV degli Archives de la Maison-Dieu de Châteaudun, datato 1183, era figlia del conte di Blois, Châteaudun e Chartres, Tebaldo V e di Alice di Francia, a sua volta figlia del re di Francia Luigi VII e della  duchessa d'Aquitania e Guascogna e contessa di Poitiers, Eleonora, come ci conferma la Chronica Albrici Monachi Trium Fontium.
Ottone I d'Andechs e di Merania, secondo il De Fundatoribus Monasterii Diessenses era figlio del conte d'Andechs, duca di Merania e marchese d'Istria, Bertoldo IV e della moglie, Agnese di Rochlitz (†25 marzo 1195), della famiglia dei Wettin, che, secondo la Genealogica Wettinensis era la figlia di Dedo III, margravio di Lusazia e della moglie, Matilda di Heinsburg.

## Biografia
Nel gennaio del 1225 (o del 1226) i suoi genitori lo fidanzarono con Bianca, l'unica figlia (nata da poco) di Tebaldo il Saggio, re di Navarra (Tebaldo I) e conte di Champagne (Tebaldo IV), e di Agnese di Beaujeu, figlia di Guichard IV, signore di Beaujeu e di Sibilla di Hainaut, come ci conferma il documento n° 1738 delle Layettes du trésor des chartes : de l'année 1224 à l'année 1246, in cui era previsto che il matrimonio si sarebbe dovuto celebrare dopo che Ottone avesse raggiunto l'età di 14 anni. Il matrimonio però non fu mai celebrato.
Sua madre, Beatrice, morì nel 1231, secondo le Notæ Diessenses il 7 maggio 1231 (Anno ab incarnatione Domini 1231 Nonis Maii Beatrix ducissa Meranie obiit), mentre il De Fundatoribus Monasterii Diessenses ricorda la morte nel 1232, specificando che fu sepolta a Langheim, dove fu raggiunta dal marito (Anno gracie 1232. Beatrix ducissa Meranie obiit, sepulta in Lancheim cum marito suo Ottone duce).
Ottone succedette alla madre, nel titolo di conte di Borgogna, ma in effetti la contea continuò ad essere governata dal padre, Ottone II, che dopo essere rimasto vedovo, come ci viene confermato dalla Cronica Principum Saxonie, si sposò in seconde nozze con Sofia d'Anhalt, figlia del principe di Anhalt, Enrico.
Suo padre, Ottone II, morì nel 1234, sia secondo il De Fundatoribus Monasterii Diessenses (Anno gracie 1234. Otto dux Meranie obiit), che secondo le Notæ Diessenses, che riportano la data della morte e anche che fu sepolto a Langheim (1234 Nonis Mai, Otto dux Meranie obiit, sepulti Lancheim); Ottone succedette al padre, sia nel titolo di conte di Borgogna, come Ottone III di Borgogna, che nel titolo di duca d'Andechs e di Merania, come Ottone II di Merania.
Nello stesso anno, Ottone sposò Elisabetta (?-1256), la figlia primogenita del conte del Tirolo Alberto III, come viene confermato dal documento n° CXLVIII del Urkundenbuch des Augustiner Chorherren-Stiftes Neustift in Tirol.
Ottone III appoggiò la politica dell'imperatore, suo cugino, Federico II (cugino primo di sua madre, Beatrice di Borgogna), che cercava di imporre la sua autorità sul regno di Arles.
Ottone III morì nel 1248, avvelenato, secondo il De Fundatoribus Monasterii Diessenses (Anno gracie 1248. Otto dux Meranie, comes palatinus Burgundie, a suis veneno interfecto, obiit), che precisa inoltre che fu sepolto accanto al padre, (sepultus cum patre suo Ottone duce);
le Notæ Diessenses, riportano la data della morte e anche che fu sepolto a Langheim (1248 kal. Iulii, Otto dux Meranie, comes palatinus Burgundie iunior, obiit, sepultus Lancheim). Nella contea di Borgogna, gli succedettero la sorella Adelaide, assieme al marito Ugo di Châlon, da lei sposato nel 1236. I nuovi conti di Borgogna, delegarono il padre di Ugo, il conte Giovanni I di Châlon, a governare la contea; mentre i ducati d'Andechs e di Merania ritornarono all'impero.
La moglie Elisabetta, rimasta vedova, l'anno successivo si sposò in seconde nozze con Gebhardo, Conte di Hirzberch, come viene confermato dal documento n° XLI del Monumenta Boica Vol. VII.

## Discendenza
Ottone da Elisabetta non ebbe figli, infatti il De Fundatoribus Monasterii Diessenses ricorda che morì senza discendenza (sine liberis decessit).

## Ascendenza
|                         |                     |                       | Genitori                                   |  |  | Nonni |  |  | Bisnonni            |  |  | Trisnonni              |  |
|                         |                     |                       |                                            |  |  |       |  |  | Bertoldo I d'Istria |  |  | Bertoldo II di Andechs |  |
|                         |                     |                       |                                            |  |  |       |  |  | Bertoldo I d'Istria |  |  | Bertoldo II di Andechs |  |
|                         |                     | Sofia di Carniola     |                                            |  |  |       |  |  | Bertoldo I d'Istria |  |  |                        |  |
| Bertoldo IV d'Andechs   |                     |                       |                                            |  |  |       |  |  | Bertoldo I d'Istria |  |  |                        |  |
|                         |                     | Edvige di Wittelsbach | Ottone IV di Wittelsbach                   |  |  |       |  |  |                     |  |  |                        |  |
|                         |                     | Edvige di Wittelsbach | Ottone IV di Wittelsbach                   |  |  |       |  |  |                     |  |  |                        |  |
|                         |                     | Edvige di Wittelsbach | Heilika di Pettendorf-Lengenfeld-Hopfenohe |  |  |       |  |  |                     |  |  |                        |  |
| Ottone II di Borgogna   |                     | Edvige di Wittelsbach |                                            |  |  |       |  |  |                     |  |  |                        |  |
|                         |                     | Dedi III di Lusazia   | Corrado di Meißen                          |  |  |       |  |  |                     |  |  |                        |  |
|                         |                     | Dedi III di Lusazia   | Corrado di Meißen                          |  |  |       |  |  |                     |  |  |                        |  |
|                         |                     | Dedi III di Lusazia   | Luitgarda di Ravenstein                    |  |  |       |  |  |                     |  |  |                        |  |
| Agnese di Rochlitz      |                     | Dedi III di Lusazia   |                                            |  |  |       |  |  |                     |  |  |                        |  |
|                         |                     | Matilde di Heinsberg  | …                                          |  |  |       |  |  |                     |  |  |                        |  |
|                         |                     | Matilde di Heinsberg  | …                                          |  |  |       |  |  |                     |  |  |                        |  |
|                         |                     | Matilde di Heinsberg  | …                                          |  |  |       |  |  |                     |  |  |                        |  |
| Ottone III di Borgogna  |                     | Matilde di Heinsberg  |                                            |  |  |       |  |  |                     |  |  |                        |  |
|                         | Federico Barbarossa | Federico II di Svevia |                                            |  |  |       |  |  |                     |  |  |                        |  |
|                         | Federico Barbarossa | Federico II di Svevia |                                            |  |  |       |  |  |                     |  |  |                        |  |
|                         | Federico Barbarossa | Giuditta di Baviera   |                                            |  |  |       |  |  |                     |  |  |                        |  |
| Ottone I di Borgogna    | Federico Barbarossa |                       |                                            |  |  |       |  |  |                     |  |  |                        |  |
|                         |                     | Beatrice di Borgogna  | Rinaldo III di Borgogna                    |  |  |       |  |  |                     |  |  |                        |  |
|                         |                     | Beatrice di Borgogna  | Rinaldo III di Borgogna                    |  |  |       |  |  |                     |  |  |                        |  |
|                         |                     | Beatrice di Borgogna  | Agata di Lorena                            |  |  |       |  |  |                     |  |  |                        |  |
| Beatrice II di Borgogna |                     | Beatrice di Borgogna  |                                            |  |  |       |  |  |                     |  |  |                        |  |
|                         |                     | Tebaldo V di Blois    | Tebaldo IV di Blois                        |  |  |       |  |  |                     |  |  |                        |  |
|                         |                     | Tebaldo V di Blois    | Tebaldo IV di Blois                        |  |  |       |  |  |                     |  |  |                        |  |
|                         |                     | Tebaldo V di Blois    | Matilde di Carinzia                        |  |  |       |  |  |                     |  |  |                        |  |
| Margherita di Blois     |                     | Tebaldo V di Blois    |                                            |  |  |       |  |  |                     |  |  |                        |  |
|                         |                     | Alice di Francia      | Luigi VII di Francia                       |  |  |       |  |  |                     |  |  |                        |  |
|                         |                     | Alice di Francia      | Luigi VII di Francia                       |  |  |       |  |  |                     |  |  |                        |  |
|                         |                     | Alice di Francia      | Eleonora d'Aquitania                       |  |  |       |  |  |                     |  |  |                        |  |
|                         |                     | Alice di Francia      |                                            |  |  |       |  |  |                     |  |  |                        |  |

### Fonti primarie
- (LA)  Monumenta Germaniae Historica, Scriptores, tomus XVII.
- (LA)  Monumenta Germaniae Historica, Scriptores, tomus XXV.
- (LA)  Monumenta Germaniae Historica, Scriptores, tomus XXIII.
- (FR)  Recueil des historiens des croisades. Historiens occidentaux. Tome II.
- (LA)  Archives de la Maison-Dieu de Châteaudun.
- (LA)  Urkundenbuch des Augustiner Chorherren-Stiftes Neustift in Tirol.
- (LA)  Layettes du trésor des chartes : de l'année 1224 à l'année 1246.
- (LA)  Monumenta Boica Vol. VII.
- (LA)  Monumenta Zollerana.

### Letteratura storiografica
- Paul Fournier, "Il regno di Borgogna o d'Arles dal XI al XV secolo", cap. XI, vol. VII (L'autunno del Medioevo e la nascita del mondo moderno) della Storia del Mondo Medievale, 1981, pp. 383–410.